# Bünde
Bünde (wym. MAF: [ˈbʏndə], posłuchajⓘ) – miasto w Niemczech, w kraju związkowym Nadrenia Północna-Westfalia, w rejencji Detmold, w powiecie Herford. W 2010 liczyło 44 786 mieszkańców.
W mieście znajduje się stacja kolejowa Bünde.
W Bünde rozwinął się przemysł meblarski oraz tytoniowy.

## Współpraca
Miejscowości partnerskie:
- Jakobstad, Finlandia
- Leisnig, Saksonia